# Станіславівка (заповідне урочище)
Станісла́вівка — заповідне урочище в Україні. Об'єкт природно-заповідного фонду Івано-Франківської області.
Розташоване в межах Коломийського району Івано-Франківської області, на південний захід від села Станіславівка.
Площа 12 га. Статус надано згідно з рішенням облвиконкому від 16.10.1984 року № 247. Перебуває у віданні ДП «Коломийський лісгосп» (Шепарівське л-во, кв. 42, вид. 2).
Статус надано для збереження частини лісового масиву з високопродуктивними насадженями ялиці, бука, смереки, граба і липи.